# نظير التقرن

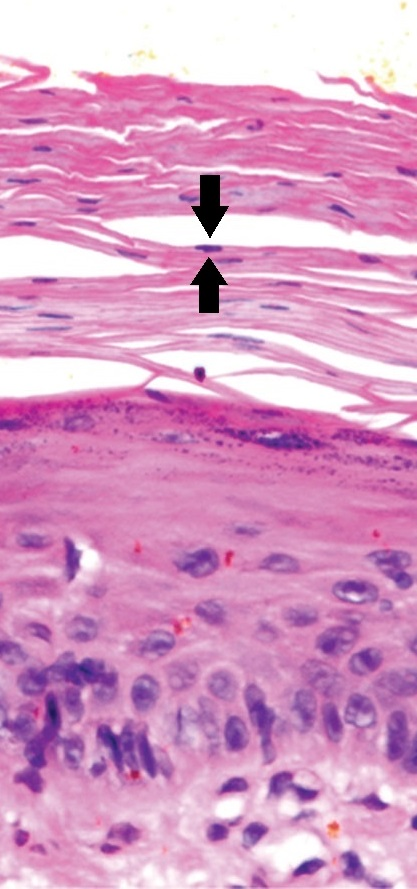
التقران السفعي المبكر مع نظيرالتقرن، تشير السهام السوداء إلى واحدة من النوى المتعددة المحتجزة في الطبقة المتقرنة.

نَظِيْرُ التَّقَرُّنِ أو نَظيرُ التَّقْرَانِ هو نمط من أنماط التقرن يتميز باحتفاظ النوى في الطبقة المتقرنة. حدوث نظير التقرن في الأغشية المخاطية هو أمر طبيعي. بينما في الجلد، يؤدي إلى استبدال غير طبيعي للنسيح الطلائي الحلقي بأنوية الخلايا. ترتبط ظاهرة نظير التقرن مع ترقق أو خسارة الطبقة الحبيبية عادةً، وتُلاحظ في الأمراض التي تعتمد مرضيتها على زيادة دورة حياة الخلايا، سواءً كانت التهابية أو ورمية. يظهر نظير التقرن أيضًا في لويحات مرض الصدفية والقشرة.
يُعد نظير التقرن الحبيبي (وهو ما يسمى في الأصل نظير التقرن الحبيبي الإبطي) مرضا حميدًا، مجهول السبب، يظهر بشكل مذحي حمامي، ذو لونٍ بني أو أحمر، ذو حطاطة متقشرة أو متقرنة ولويحات. يظهر في جميع الفئات العمرية وليس لديه ارتباطات سريرية واضحة.